# بود أوغدن
بود أوغدن (بالإنجليزية: Bud Ogden)‏ من مواليد 29 ديسمبر عام 1946، في سان لويس أوبيسبو، هو مدرب كرة سلة أمريكي ولاعب معتزل. بدأ مسيرته الاحترافية في سنة 1969. تم اختياره من قبل فريق فيلادلفيا سفنتي سيكسرز خلال الدرافت. حمل الرقم 28. يبلغ طوله 6 قدم 6 بوصة (2.0 م). اعتزل اللعب في 1971. أحرز خلال مسيرته في الإن بي إيه 257 نقطة بمعدل 3.5 نقاط في المباراة الواحدة.

## روابط خارجية
- بود أوغدن على موقع إن بي أي (الإنجليزية)
- بود أوغدن على موقع سبورتس رفرنس (الإنجليزية)
- بود أوغدن على موقع كلية كرة السلة في سبورتس رفرنس.كوم (الإنجليزية)
- بود أوغدن على موقع ريلجم (الإنجليزية)
- بود أوغدن على موقع بروبوليرز (الإنجليزية)